# Sonchon
Sonchon (Hán Việt: Tuyên Xuyên) là một huyện của tỉnh Pyongan Bắc tại Cộng hòa Dân chủ Nhân dân Triều Tiên. Huyện giáp với Hoàng Hải ở phía tây nam và giáp với Chonma ở phía bắc, phía đông và đông nam là Kusong và Kwaksan, phía tây là Tongrim. Năm 1952, Sonchon bị tách 2 myŏn, để hình thành huyện mới Tongrim.
Địa hình huyện biến đổi từ đồng bằng đến đồi núi, một số hải đảo nằm ven biển. Đỉnh cao nhất trên địa bàn là Kainbong (가인봉, 535 m), và là đầu nguồn của sông Tongrae. Nhiệt độ trung bình năm là 8,5 °C, dao động từ -9,2 °C vào tháng 1 đến 23,6 °C vào tháng 8. Lượng mưa trung bình năm đạt 1192 mm. Đảo Sinmido có đỉnh Unjongsan cao 532 m, cũng là nơi có một số loại cây trồng chỉ xuất hiện ở những vùng ấm áp. Khoảng 45% diện tích của huyện là đất rừng.
Kinh tế địa phương dựa vào nông nghiệp, bao gồm chăn nuôi và nuôi tằm, bên cạnh ngư nghiệp và ngành chế tạo. Các cây trồng tại địa phương là lúa gạo, ngô, cây thuốc lá và đỗ tương. Các nhà máy tại Sonchon chế tạo đồ gang, gốm và sán xuất thuốc lá. Huyện có ga Sonchon nằm trên tuyến đường sắt Pyongui chạy từ Bình Nhưỡng đến Sinuiju. Thêm vào đó, có một tuyến phà nối giữa đảo Sinmido và đất liền.
Vào cuối thế kỷ 19, đầu thế kỷ 20, khu vực huyện là một mảnh đất màu mỡ đối với đạo Tin Lành với trên 50 nhà thờ. Ngoài ra còn có 13 ngôi chùa. Sau khi thành lập Cộng hòa Dân chủ Nhân dân Triều Tiên, tất cả chúng đều đã bị chuyển đổi mục dích sử dụng hay phá hủy. Năm 2008, dân số toàn huyện Sonchon là 126.350 người (59.741 nam và 66.609 nữ), trong đó, dân cư đô thị là 31.847 người (25,2%) còn dân cư nông thôn là 94.503 người (74,8%).